# Melicope ternata
Melicope ternata är en vinruteväxtart som beskrevs av J.R. Forster & G. Forster. Melicope ternata ingår i släktet Melicope och familjen vinruteväxter. Inga underarter finns listade i Catalogue of Life.